# Ralfs Eilands
Ralfs Eilands, född 24 november 1993 i Riga i Lettland, är en lettisk sångare, låtskrivare och TV-programledare. Han är sedan starten en av medlemmarna i gruppen PeR.

## Biografi

### Barnkarriär
Som barn deltog Eilands i barnmusiktävlingen Cālis, men lyckades inte ta sig till finalen. 2004 deltog han i Lettlands uttagning till Junior Eurovision Song Contest med låten "Dziesmiņa par mērkaķi". I finalen slutade han på en tredje plats och Mārtiņš Tālbergs & C-Stones Juniors fick representera landet i tävlingen. Året därpå slutade han tvåa i Dziesma manai paaudzei 2005.

### PeR
År 2007 var han med och bildade musikgruppen PeR tillsammans med Emīls Vegners och Pēteris Upelnieks. Under sommaren 2007 slutade Vegners i bandet och ersattes av Edmunds Rasmanis. Med PeR fick de sitt stora genombrott genom sitt deltagande i Latvijas zelta talanti år 2008. Eilands har även lett ett antal TV-program som Aprīļa pilieni, Aiziet, Juniors TV och Sems. 2011 valde även Pēteris Upelnieks att sluta i gruppen och sedan dess har PeR bestått av två medlemmar.
2011 fick han med PeR en stor hit i Lettland genom låten "Go Get Up". Låtens musikvideo på Youtube fick snabbt hundratusentals visningar.

#### Eurovision
Med PeR har Eilands deltagit i Lettlands uttagning till Eurovision Song Contest flera gånger. Han skulle ha debuterat i Eirodziesma år 2009 med låten "Bye, Bye" tillsammans med Sabīne Berezine, men eftersom han vid tidpunkten var under 16 år fick resten av gruppen delta utan Eilands. De slutade 9:a i finalen. 2010 debuterade istället Eilands i tävlingen då PeR ställde upp med låten "Like a Mouse". I finalen slutade de på 10:e och sista plats. 2012 ställde de upp i Lettlands uttagning till Eurovision Song Contest 2012 med låten "Disco Superfly". I finalen fick de 13 poäng vilket räckte till en femteplats och deras hittills bästa resultat i tävlingen.
2013 ställde de upp i Lettlands uttagning till Eurovision Song Contest för fjärde gången. De hade denna gång med två låtar: "Sad Trumpet" och "Here We Go". Bägge låtarna tog sig till finalen och väl i final tog sig "Here We Go" till superfinalen som stod mellan PeR, Marta Ritova och Samanta Tīna. I superfinalen vann de både juryröstningen och telefonröstningen och Eilands kom därmed att representera Lettland i Eurovision Song Contest 2013 som en av gruppmedlemmarna.

#### New Wave
2010 deltog han med PeR i musiktävlingen New Wave 2010 (Jaunais Vilnis) som årligen hålls i den lettiska kuststaden Jūrmala. I tävlingen fick de 269 poäng vilket räckte till en 11:e plats av 17 deltagare. De hade dock enbart 19 poäng upp till segrande Sona Sjachgeldjan från Armenien.
De har även gjort gästframträdanden i senare upplagor av New Wave. 